# Toteng (Ngamiland)
Toteng é uma vila localizada no Distrito do Noroeste em Botswana, mais especificamente no subdistrito de Ngamiland East. Possuía, em 2011, uma população estimada de 902 habitantes.